# Каньїсарес (Куенка)
Каньїсарес (ісп. Cañizares) — муніципалітет в Іспанії, у складі автономної спільноти Кастилія-Ла-Манча, у провінції Куенка. Населення — 549 осіб (2010).
Муніципалітет розташований на відстані близько 130 км на схід від Мадрида, 49 км на північ від Куенки.
На території муніципалітету розташовані такі населені пункти: (дані про населення за 2010 рік)
- Каньїсарес: 322 особи
- Уерта-де-Марохалес: 9 осіб
- Пуенте-де-Вадільйос: 218 осіб

## Демографія
Динаміка населення (INE ):